# Баптистская конвенция Ганы
Баптистская конвенция Ганы — баптистская христианская конфессия в Гане, входит в состав Всемирного баптистского альянса. Штаб-квартира находится в Аккре.

## История
Баптистская конвенция Ганы берет свое начало в баптистской миссии Нигерийской баптистской конвенции в 1927 году в Кумаси. В 1958 году конвенция основала Баптистский медицинский центр в Налеригу. Под нынешним названием конвенция основана в 1963 году. В 1964 году конвенция стала автономной от Нигерийской баптистской конвенции.  В 2006 году конвенция создала Баптистский университетский колледж Ганы в Кумаси. В 2018 году конвенция основала вещательную сеть «Шалом» (SBN TV), и открылась больница в районе Джоморо в Западном регионе (Гана). 
Согласно переписи, опубликованной конвенцией в 2023 году, она насчитывает 1850 церквей и 312 020 членов.

## Внешние ссылки
- Официальный веб-сайт